# 数据保护指令
《数据保护指令》（英語：Data Protection Directive），正式名称：《第95/46/EC号保护个人在数据处理和自动移动中权利的指令》，是一项于1995年通过的欧洲联盟指令，用于规范欧盟范围内处理个人数据的行为，是欧盟隐私法和人权法的重要组成部分。
《数据保护指令》被《一般資料保護規範》（GDPR, General Data Protection Regulation）替代。后者于2016年4月通过，在2018年5月25日生效。